# Yamil Arana
Yamil Hernando Arana Padauí (Magangué, 5 de diciembre de 1990) es un economista y político colombiano de ascendencia libanesa.

## Biografía
Nació en Magangué. Es familiar de políticos Anuar Arana y Hernando Padauí. Estudió economía en la Universidad de los Andes, hizo su maestría en gestión pública en la Pontificia Universidad Javeriana y realizó su especialización de comunicación y estrategia pública en el Centro Americano de Gerencia Política en Miami, Estados Unidos.
Su trayectoria empezó como contratista del Departamento Administrativo para la Prosperidad Social y Ministerio de Agricultura en la alcaldía de Magangué. En 2018 fue elegido como Representante de la Cámara por Bolívar, fue reelecto en 2022 y renunció el 29 de diciembre. En 2023 fue elegido como gobernador del Bolívar para el período 2024-2027 por el Partido Conservador. 